# Krzesło składane

Proste składane krzesło ze stalową ramą i plastikowym siedziskiem i oparciem

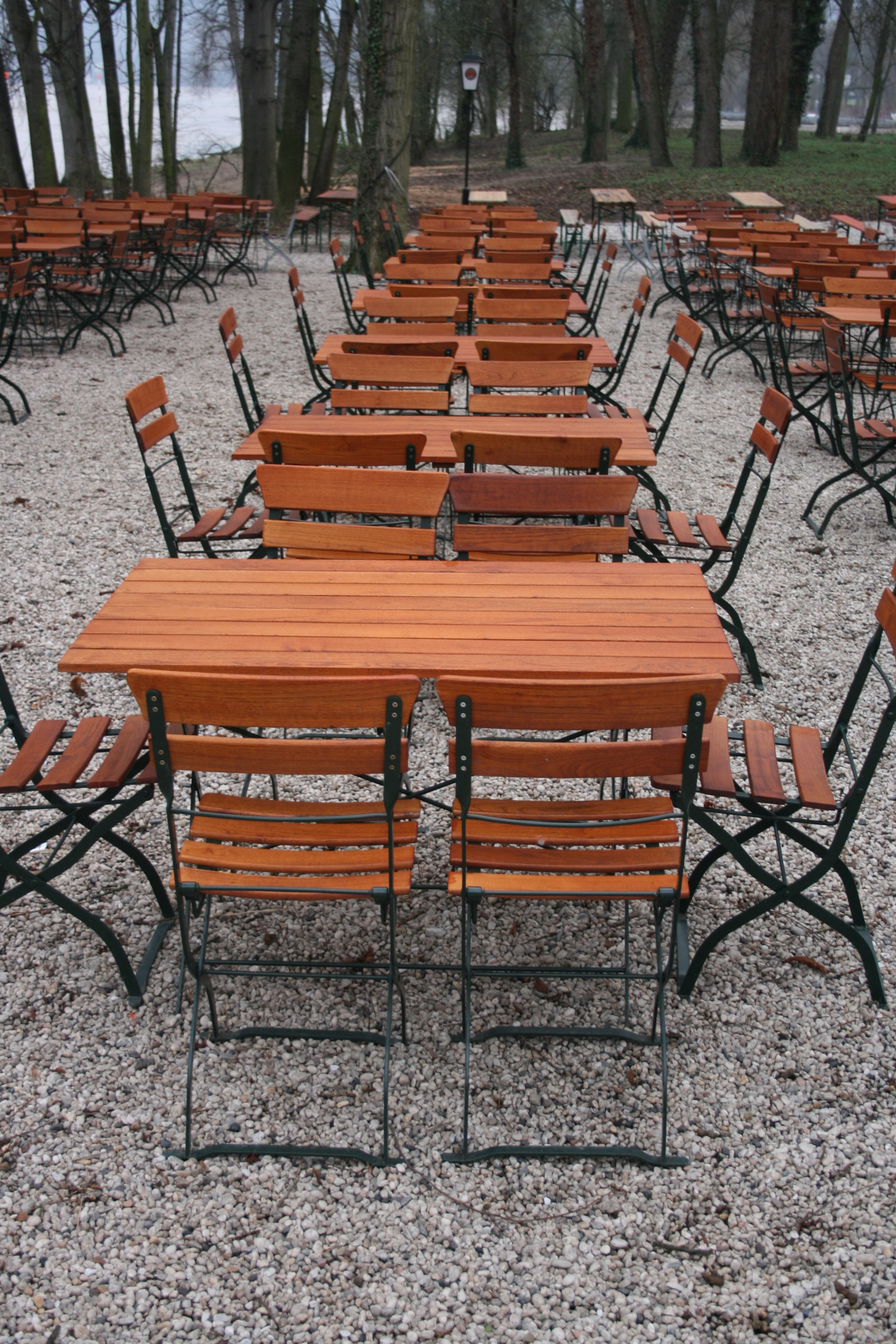
Tradycyjne drewniane składane krzesła i stoły z metalowymi okuciami w ogródku piwnym przed rozpoczęciem sezonu

Krzesło składane – rodzaj krzesła dającego się łatwo złożyć do przeniesienia, transportowania bądź w celu zaoszczędzenia miejsca. Składane krzesła znali już starożytni Egipcjanie, Grecy i Rzymianie. 
Jednymi z pierwszych znanych krzeseł składanych były krzesła kurulne przeznaczone dla króla i wyższych urzędników.   
Inne składane meble służące do siedzenia to: leżak, krzesło kurulne, straponten, praktykabel, jump seat, stołek składany.   